# Rybářský lístek

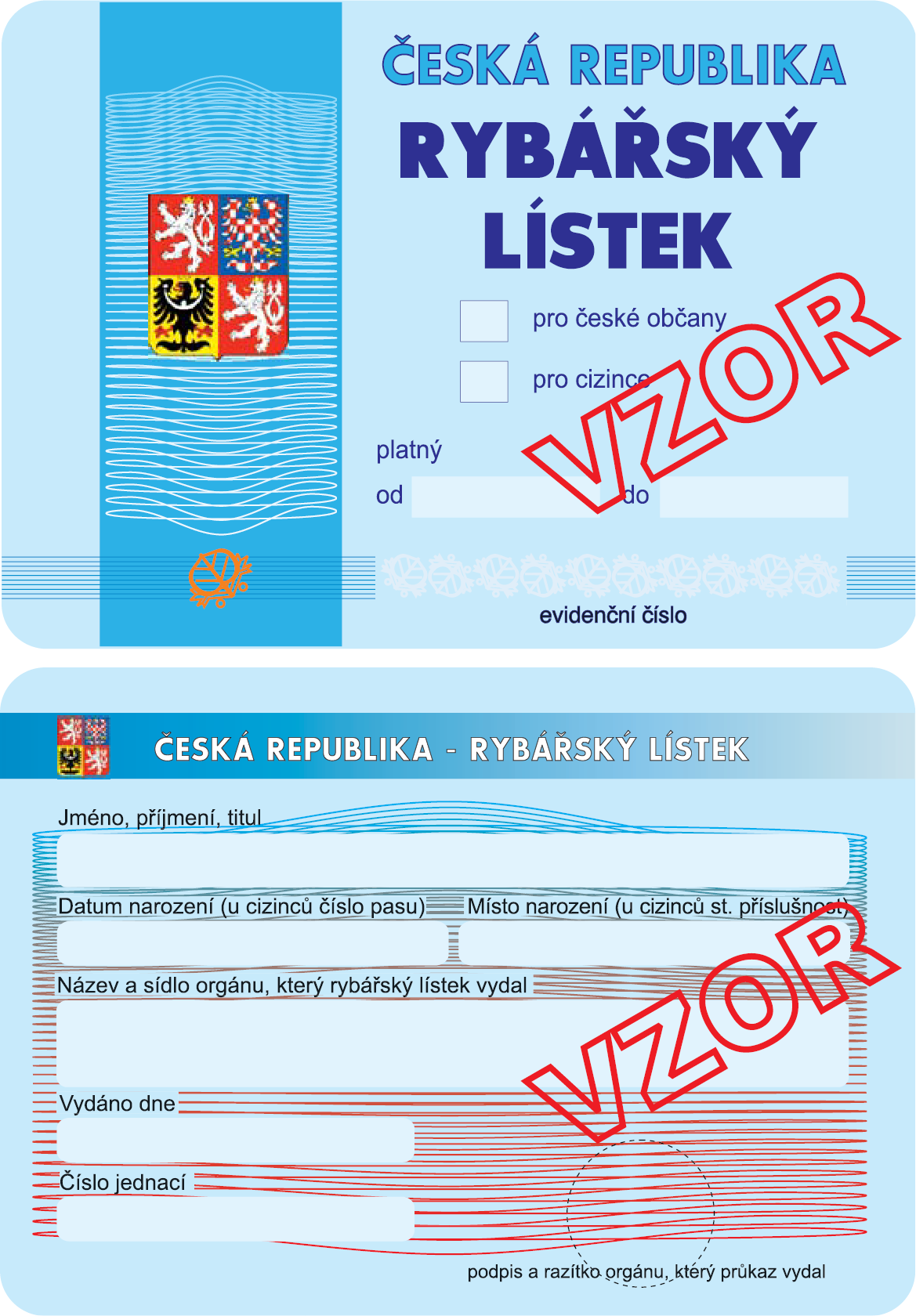
Vzor rybářského lístku

Rybářský lístek je doklad, který je povinna mít každá osoba provádějící lov na rybářském revíru. 

## Vydání
Rybářský lístek vydává občanům České republiky obecní úřad obce s pověřeným obecním úřadem, v jehož obvodu má žadatel o vydání rybářského lístku trvalý pobyt, popřípadě cizincům, kteří se zdržují v obvodu jeho působnosti. Vydání rybářského lístku podléhá správnímu poplatku:
| Doba platnosti | Správní poplatek | Správní poplatek pro osoby mladší 15 let nebo studující rybářství nebo osoby, které zajišťují rybářství v rámci svého povolání nebo funkce |
| -------------- | ---------------- | --- |
| 30 dní         | 200,- Kč         | 200,- Kč |
| 1 rok          | 100,- Kč         | 50,- Kč |
| 3 roky         | 200,- Kč         | 100,- Kč |
| 10 let         | 500,- Kč         | 250,- Kč |

Pro získání prvního rybářského lístku jsou nutné základní znalosti z oblasti rybářství, biologie ryb a právních předpisů o rybářství, prokázané zkouškou před orgánem pověřeným ministerstvem zemědělství. Pro obnovení lístku po skončení platnosti není nutné znovu podstupovat zkoušku. Zkoušku rovněž nepodstupují:
- osoby ve funkci rybářského hospodáře a rybářské stráže,
- studenti a absolventi vysoké školy, kteří složili zkoušku z předmětu rybářství,
- absolventi střední školy s maturitní zkouškou v oboru rybářství, a
- absolventi střední školy s výučním listem v oboru rybář.

Zkoušku rovněž nemusí podstupovat žadatelé o třicetidenní rybářský lístek, ten však po skončení platnosti nelze obnovit. 
Cizinci se vydá rybářský lístek za stejných podmínek jako občanovi a rovněž v případě, kdy se prokáže oprávněním obdobným rybářskému lístku vydaným v cizím státě. 